# Quercus kiusiana
Quercus kiusiana là một loài thực vật có hoa trong họ Cử. Loài này được (Nakai) H.Ohba mô tả khoa học đầu tiên năm 2006.